# Carolyn Graham
Carolyn Graham (* 13. September 1931) ist eine US-amerikanische Sprachlehrerin und Fachdidaktikerin. Sie ist Autorin der Sprachlehrbücher Jazz Chants und Let’s Sing, Let’s Chant, erschienen bei Oxford University Press. Sie schrieb die Songs für Susan Rivers Tini-Talk-Serie von ELT Bücher, auch veröffentlicht OUP.
Graham entwickelte die Technik des Jazz Chants während ihrer fünfundzwanzig Jahre der Lehre ESL im American Language Institute der New York University. Sie lehrte auch an der Harvard University und hat Workshops in der NYU School of Education Teachers College der Columbia in New York und Tokio und anderswo in der Welt. Graham ist Autorin zahlreicher Jazz-Chants-Bücher, alle herausgegeben von Oxford University Press.

## Methode Jazz Chants von Carolyn Graham
Jazz Chants sind Übungen, bei denen Schüler rhythmisch Wörter und kurze Sätze zu Musik wiederholen. Es ist ein rhythmischer Ausdruck der natürlichen Sprache, der die Rhythmen des gesprochenen amerikanischen Englisch mit dem Rhythmus des traditionellen amerikanischen Jazz verbindet. 

## Bücher
Carolyn Graham ist Autorin folgender Bücher:
- (April 1978). Jazz Chants(r): Student Book. USA: Oxford University Press. ISBN 0-19-502407-9.
- (März 1979). Jazz Chants for Children. USA: Oxford University Press. ISBN 0-19-502496-6.
- (März 1982). The Carolyn Graham Turn-Of-The-Century Songbook: The Sounds and Structures of English Set to the Music of Favorite American Songs. USA: Prentice Hall. ISBN 0-88345-488-2.
- (Juli 1986). Small Talk More Jazz Chants. Small Talk. USA: Oxford University Press. ISBN 0-19-434220-4.
- (Februar 1992). Small Talk: More Jazz Chants, Exercises. Small Talk. USA: Delta Systems. ISBN 0-19-434638-2.
- (März 1992). The Chocolate Cake: Songs and Poems for Children. USA: Delta Systems. ISBN 0-15-599695-9.
- (September 1992). Let’s Go 1: Teacher Cards. Let’s Go. USA: Oxford University Press. ISBN 0-19-434490-8.
- mit Marilyn S. Rosenthal: (April 1993). Grammarchants: Student Book (Jazz Chants). Grammarchants. USA: Oxford University Press. ISBN 0-19-434236-0.
- (Januar 1995). The Story of the Fisherman and the Turtle Princess. USA: Harcourt Brace and Company. ISBN 0-15-599693-2.
- (Januar 1995). Let’s Chant, Let’s Sing Sb 2: Sb 2. Let’s Chant, Let’s Sing. USA: Oxford University Press. ISBN 0-19-434652-8.
- mit Bill Bliss, Steven J. Molinsky, Carol H. Van Duzer, Deborah L. Schaffer: (Januar 1995). „Navigator“. Navigator (USA: Pearson ESL) 1.
- (November 1996). Let’s Chant, Let’s Sing Sb 4: Sb 4. Let’s Chant, Let’s Sing. USA: Oxford University Press. ISBN 0-19-434894-6.
- mit Susan Rivers: (Oktober 1997). Tiny Talk 2a Student Book. Tiny Talk. United Kingdom: Oxford University Press. ISBN 0-19-435160-2.
- (Februar 1997). Expressways 3 Activity Workbook. Expressways 3. USA: Pearson Education. ISBN 0-13-570896-6.
- (März 1998). Let’s Chant, Let’s Sing 1-2 Sample Pages – Gratis. Let’s Chant, Let’s Sing. USA: Oxford University Press. ISBN 0-19-470062-3.
- (September 1999). Holiday Jazz Chants: Student Book. Holiday Jazz Chants. USA: Oxford University Press. ISBN 0-19-434927-6.
- mit Susan Rivers: (Juni 1999). Tiny Talk Songbook. Tiny Talk. Oxford University Press. ISBN 0-19-435358-3.
- (Oktober 1999). Holiday Jazz Chants: Cassette. Holiday Jazz Chants. United Kingdom: Oxford University Press. ISBN 0-19-434928-4.
- (1999). The Fisherman and the Turtle Princess-Songs and Chant Book: A Classic Folktale Chant. USA: Houghton Mifflin Harcourt. ISBN 0-15-599690-8.
- (Dezember 2000). Jazz Chants Old and New. USA: Oxford University Press. ISBN 0-19-436698-7.
- (März 2000). Travel Smart: Nevada. USA: Avalon Travel Publishing. ISBN 1-56261-434-7.
- mit Steven J. Molinsky, Bill Bliss, Peter S. Bliss: (Februar 2001). Side By Side: Activity Workbook 1. Side By Side. USA: Pearson Education. ISBN 0-13-026745-7.
- mit Steven J. Molinsky, Bill Bliss, Peter S. Bliss: (Februar 2001). Side By Side: Activity Workbook 2. Side By Side. USA: Pearson Education. ISBN 0-13-026750-3.
- mit Steven J. Molinsky, Bill Bliss, Peter S. Bliss: (November 2001). Side By Side: Activity Workbook 3. Side By Side. USA: Pearson Education. ISBN 0-13-026875-5.
- mit Steven J. Molinsky: (November 2002). Zabadoo! Level 3. Zabadoo!. USA: Oxford University Press. ISBN 0-19-438367-9.
- (März 2003). The Oxford Picture Dictionary for the Content Areas: Worksheets. USA: Oxford University Press. ISBN 0-19-434342-1.
- (Mai 2003). Grammarchants: More Jazz Chants. Grammarchants. USA: Oxford University Press. ISBN 0-19-434342-1.
- (November 2003). Word & Picture Cards. USA: Oxford University Press. ISBN 0-19-434580-7.
- mit Helen Kalkstein Fragiadakis: (April 2004). Grammar Step by Step – Book 1 (Beginning) – Student Book. Grammar Step by Step. USA: McGraw-Hill. ISBN 0-07-284520-1.
- (April 2006). Creating Songs & Chants. United Kingdom: Oxford University Press. ISBN 0-19-442236-4.
- (September 2007). Longman Young Childrens Picture Dictionary. USA: Prentice Hall. ISBN 962-00-5410-5.